# 旧美因桥

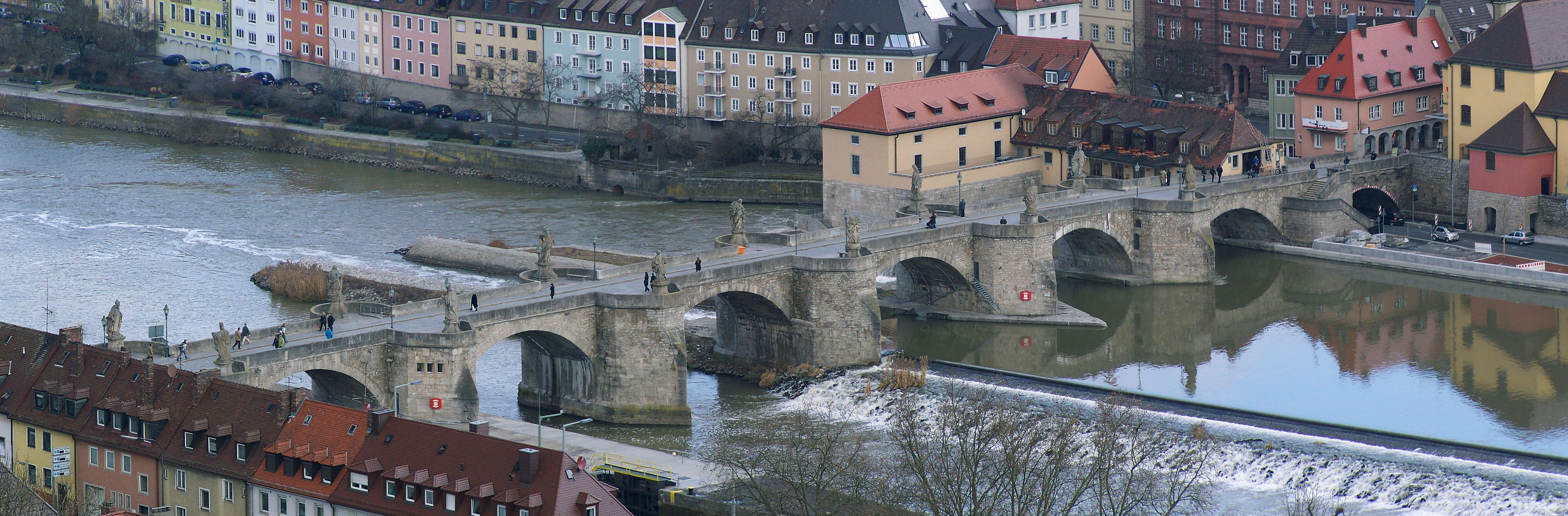

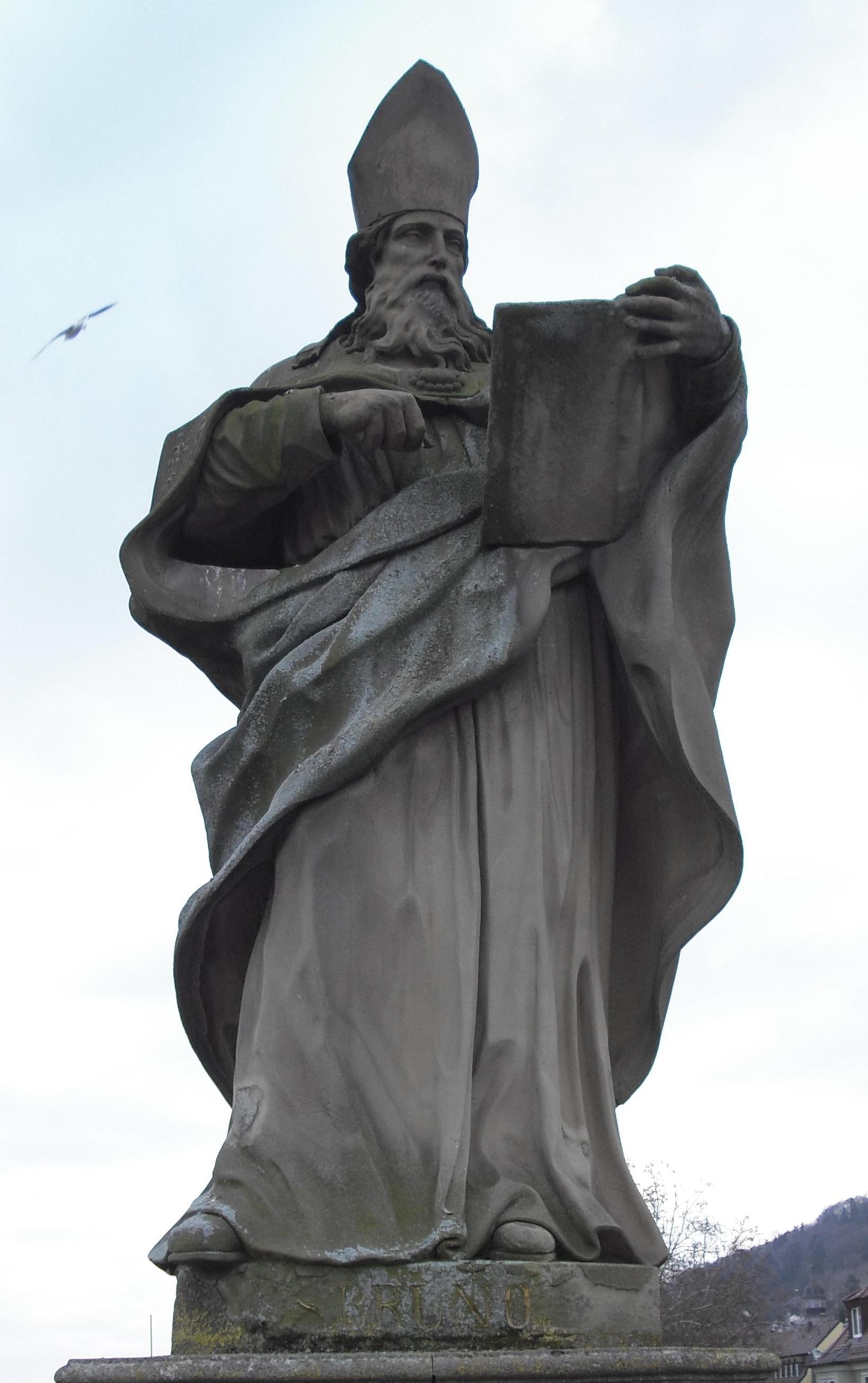
维尔茨堡主教座堂的兴建者布鲁诺主教雕像

旧美因桥（德語：Alte Mainbrücke）是德国维尔茨堡美因河上古老的石桥，直到1886年仍是维尔茨堡唯一跨美茵河的桥梁。这座桥为东西走向，连接玛利恩堡与对面的老城区，长185米。
在18世纪，在桥上竖立了12尊圣人的雕像。